# Dick Geary
Dick Geary (eigentlich Richard J. Geary; * Dezember 1945 in Leicester; † 21. Februar 2021) war ein britischer Historiker und Hochschullehrer.
Gearys Forschungsschwerpunkte lagen in der Geschichte der europäischen Arbeiterbewegung und des Marxismus. Einen besonderen Stellenwert nahm dabei die neueste deutsche Geschichte ein, insbesondere in der Zeit des Kaiserreichs, der Weimarer Republik und des Nationalsozialismus. Später beschäftigte sich Dick Geary verstärkt mit der Geschichte der Sklaverei. Geary betrieb vorwiegend Sozialgeschichte und vergleichende Studien. 
Dick Geary arbeitete an namhaften Forschungseinrichtungen wie dem King’s College in Cambridge, lehrte an der Lancaster University und leitete dort die Abteilung German Studies. An der University of Nottingham war er bis zu seiner Emeritierung im Jahr 2010 Direktor des Instituts zur Erforschung der Sklaverei.

## Schriften
- European Labour Protest 1848–1939, London 1981 (dt.: Arbeiterprotest und Arbeiterbewegung in Europa 1848–1939, München 1983).
- Karl Kautsky, Manchester 1987.
- European Labour Politics from 1900 to the Depression, Houndmills u. a. 1991.
- Hitler and Nazism, London 1993.
- Die Vorteile und Fallstricke einer länderübergreifenden vergleichenden Geschichte der Arbeiterbewegung. In: Jahrbuch für Forschungen zur Geschichte der Arbeiterbewegung. Heft 1/2010.